# Sergei Wladimirowitsch Korsakow
Sergei Wladimirowitsch Korsakow (russisch Сергей Владимирович Корсаков; englisch Sergey Korsakov; * 1. September 1984 in Frunse, Kirgisische Sowjetrepublik, Sowjetunion) ist ein russischer Kosmonaut.
Korsakow graduierte 2006 mit einem Abschluss in Raketentriebwerke an der Bauman-Universität in Moskau. Er wurde am 8. Oktober 2012 als Raumfahrer ausgewählt. Er war danach als Testkosmonaut (TK) eingestuft. Im November 2020 wurde er als Bordingenieur für die ISS-Expedition 65 eingeteilt; im April 2021 sollte er mit dem Raumschiff Sojus MS-18 starten. Einen Monat vor dem Start wurde er jedoch aus der Mannschaft genommen und durch den US-Amerikaner Mark Vande Hei ersetzt. Die NASA wollte sicherstellen, dass stets mindestens ein amerikanischer Astronaut an Bord der ISS sei, auch wenn aufgrund von unvorhergesehenen Problemen die amerikanischen Raumschiffe über längere Zeit nicht starten konnten.
Am 18. März 2022 flog er mit dem Raumschiff Sojus MS-21 zur Internationalen Raumstation. Die Rückkehr zur Erde erfolgte am 29. September 2022.